# Cimitero militare italiano di Francoforte sul Meno
Il cimitero militare italiano d'onore di Francoforte sul Meno si trova nella sezione meridionale del cimitero di Westhausen, situato ai margini della Siedlung di Westhausen, nel quartiere di Praunheim della città assiana. È il secondo cimitero militare italiano d'onore in terra tedesca per grandezza. Fa parte di quei cimiteri militari italiani d'onore creati successivamente alla Seconda Guerra Mondiale per ospitare i resti dei soldati e dei civili (in gran parte Internati Militari Italiani, lavoratori civili coatti, deportati) sepolti durante la guerra in diversi luoghi della Germania nazista e dei territori da essa occupati.

## Storia
Nel 1955 Francoforte sul Meno era stata individuata nell'accordo tra Italia e Repubblica Federale Tedesca come uno dei luoghi dove collocare un cimitero di guerra italiano per ospitare i cittadini italiani, militari e civili, morti in terra tedesca durante la seconda guerra mondiale e venne deciso di collocarlo nel nuovo cimitero cittadino di Westhausen inaugurato pochi anni prima, nel 1952. Vennero così esumati 4 788 italiani sepolti in 650 località in una vasta area che comprende Assia, Renania-Palatinato, Baden-Württemberg, Nordreno-Westfalia, Saarland e la zona della Franconia in Baviera. Il cimitero venne inaugurato nel 1957. Oggi, dopo che dal 1999 sono possibili i rimpatri in Italia, vi riposano 4 787 caduti, dei quali 4 598 noti e 189 ignoti, tutti deceduti tra 1943 e 1945. Il cimitero è gestito dal Consolato italiano di Francoforte sul Meno.

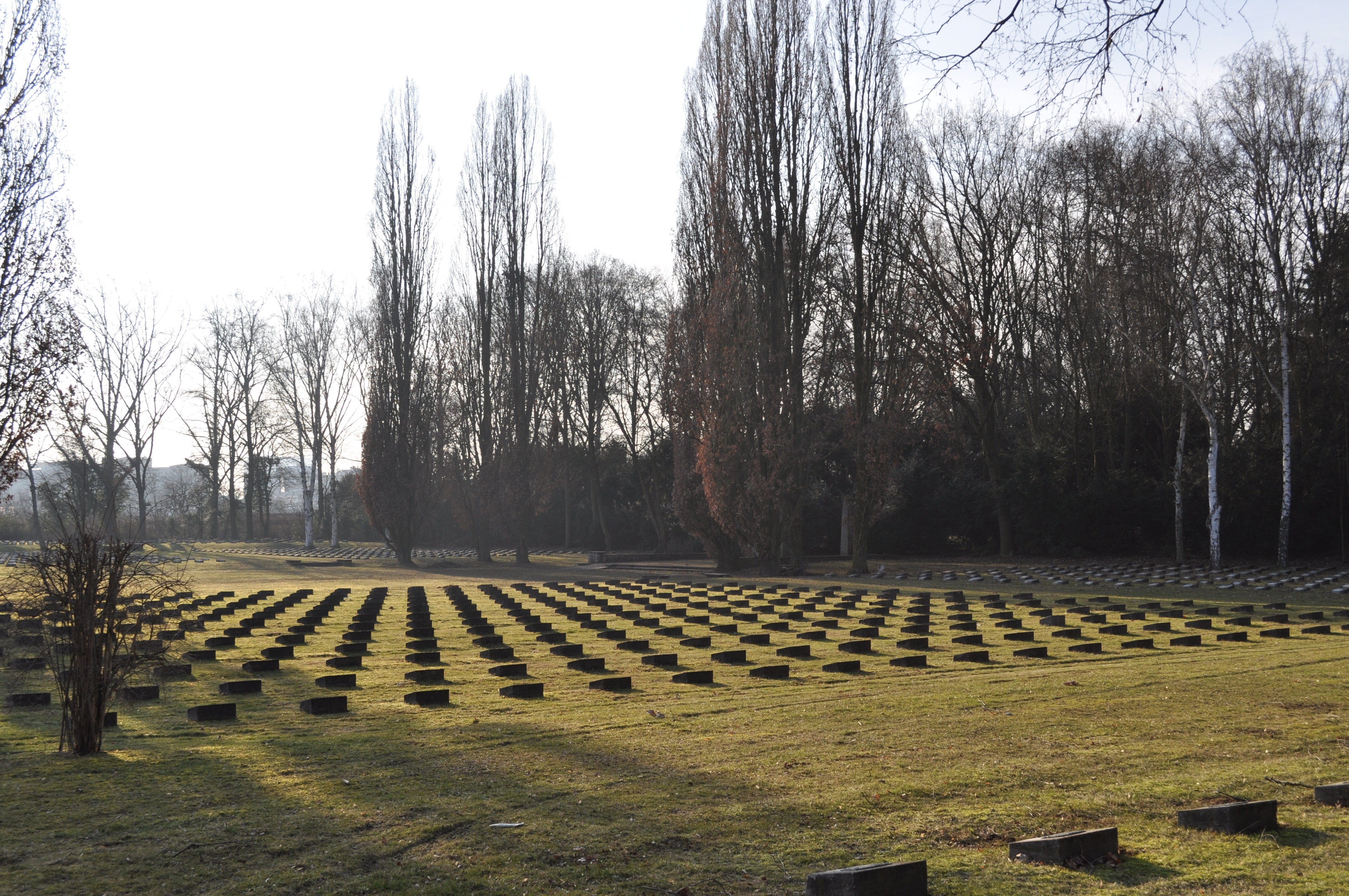
Cippi delle tombe dei caduti

## Struttura
Il cimitero militare italiano occupa una porzione di quello cittadino, ampio 22,2 ettari e dotato di una Trauerhalle (sala interconfessionale per le funzioni funebri) in stile brutalista costruita negli anni Sessanta dallo scultore Otto Herbert Hajek e dall'architetto Günter Bock.
Il cimitero di guerra si estende su un'area di 3,6 ettari di forma rettangolare, circondata da una siepe. L'ingresso è segnato da due colonne in pietra con iscrizioni bilingui. In posizione semicentrale si trova il monumento, costituito da una grande croce in pietra e da un altare, dove si svolgono le funzioni in onore dei caduti. Le tombe si trovano all'interno di sedici riquadri rettangolari di diversa grandezza, disposti secondo uno schema geometrico. Fra un riquadro e l'altro vi sono vialetti alberati. Ogni tomba è sormontata da un cippo in granito e da una targa in bronzo col nome, e, per i militari, il grado del defunto.